# Arvid Afzelius (filolog)
Jon Arvid Afzelius, född 26 juni 1856 i Västerås församling, Västmanlands län, död 7 oktober 1918 i Göteborgs Vasa församling, Göteborgs och Bohus län, var en svensk läroboksförfattare, sonson till Arvid August Afzelius. Han var en period gift med Davida Afzelius-Bohlin. I sitt andra äktenskap var han far till Birgit Afzelius-Wärnlöf.

## Biografi
Efter studier i Uppsala, Tyskland och England anställdes Afzelius 1882 vid Göteborgs handelsinstitut, där han verkade som lärare till sin död. Afzelius blev filosofie hedersdoktor vid Göteborgs högskola 1916. Han författade mycket använda läroböcker i engelska, i vilka nya metoder tillämpades, bland annat fonetisk uttalsbeteckning. Vidare utgav Afzelius Engelsk uttalsordbok (1909), Svensk-engelsk synonymordbok (1911) och Engelsk handelskorrespondens för handelsskolor och självstudier (17:e upplagan, 7:e tryckningen, 1978, ISBN 91-24-13137-7). Afzelius är begravd på Västra kyrkogården i Göteborg.